# Detlef Ultsch

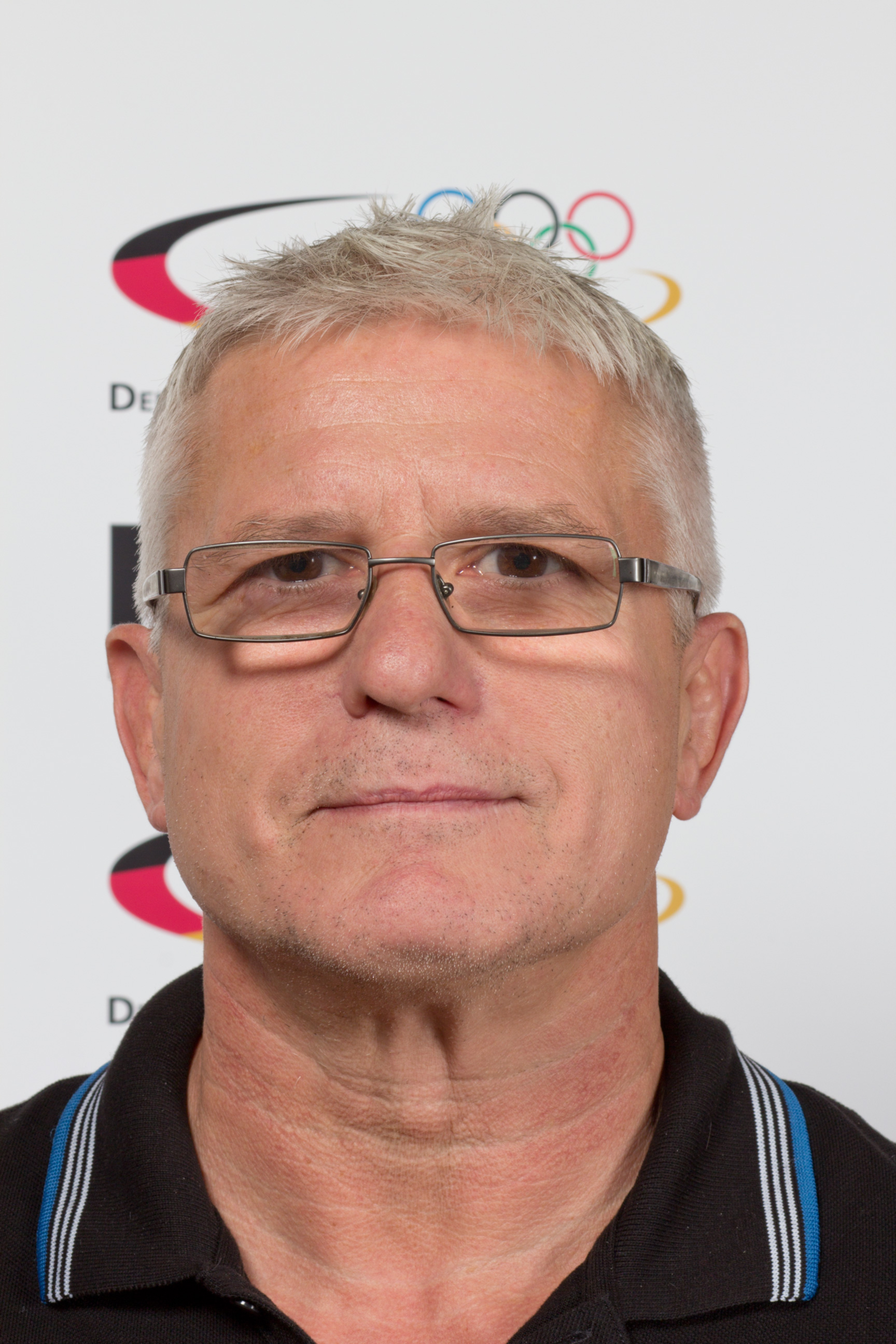
Detlef Ultsch, 2012

Detlef Ultsch (* 7. November 1955 in Sonneberg) ist der erste deutsche Judo-Weltmeister.

## Beginn als Jugendlicher in Sonneberg
Detlef Ultsch wuchs mit sieben jüngeren Geschwistern in Sonneberg auf. Seine Judoka-Laufbahn begann 1968, als ihn sein Vater bei der SV Dynamo Sonneberg zum Judotraining anmeldete. Er war ein sehr engagierter, besonders talentierter Judo-Schüler und errang schon 1969 erste Wettkampferfolge. Von Vorteil war dabei, dass die SV Dynamo Sonneberg über motivierte Übungsleiter und mehrere talentierte Judoka im Kinder- und Jugendbereich verfügte, die seinen Ehrgeiz herausforderten. Nach zwei Jahren hatten ihn die Talentsucher auf DDR-Ebene schon bei den Wettkämpfen zur Kinder- und Jugendspartakiade ins Visier genommen, ohne jedoch sein Leistungsvermögen richtig einschätzen zu können. Im Männertraining erarbeitete er sich mit 14 Jahren eine ausgezeichnete Physis, hatte sehr gute Reflexe und verfügte über eine außergewöhnliche Grundschnelligkeit. In Sonneberg fehlten ihm aber Trainingspartner, die ihn technisch weiter nach vorne hätten bringen können. Außerdem fiel den Wettkampfbeobachtern auf, dass er nicht nur gut und erfolgreich kämpfen konnte, sondern dass er nach seinen wenigen Niederlagen oft in Tränen ausbrach. Dazu äußerte er sich 1980 persönlich in der Neuen Berliner Illustrierten: „Am Beginn meiner Laufbahn heulte ich nach jeder Niederlage noch wie ein Schloßhund, ehe ich lernte, meinen Ehrgeiz in die richtigen Bahnen zu lenken. Verlieren will genau so gelernt sein wie der Erfolg.“ Zudem hatte er als Jugendlicher in seiner damaligen Gewichtsklasse auf nationaler Ebene mit Harald Heinke vom SC Leipzig einen Konkurrenten vor sich, der über unvergleichlich bessere Trainingsbedingungen verfügte und ihm den Weg an die Spitze auf Dauer zu verbauen schien.

## Wechsel zum Sportclub nach Berlin
Nach dem Schulabschluss 1972 blieb er in Sonneberg und erlernte im VEB Landbaukombinat den Beruf eines Baumaschinisten. Während dieser Zeit trainierte er unverdrossen weiter, verfeinerte seine Spezialtechniken, insbesondere den links und rechts eingedrehten Schulterwurf, wurde physisch noch stärker und gewann im Umgang mit Niederlagen die notwendige psychische Festigkeit. Im Randori entwickelte er eine eigene Hebe-Wurftechnik, mit der er des Öfteren Wettkampfgegner im Halbmittelgewicht überraschte. Später – als Mitglied des SC Dynamo Hoppegarten – besiegte er mit dieser Lifter-Technik sogar den westdeutschen Meister Fred Marhenke in einem Mannschaftskampf gegen den VfL Wolfsburg. Zunächst jedoch bereitete sich Detlef Ultsch 1973 in seinem Sonneberger Heimatverein in Theorie und Praxis sehr gründlich auf die Prüfung zum I. Dan vor, die er im Sommer 1973 absolvierte. Bis dahin war er bei DDR-Meisterschaften der Jugend und Junioren noch ohne Medaillen geblieben und hatte lediglich im Bezirk Suhl besondere Beachtung als Judoka erlangt. Mit großer Hartnäckigkeit erreichte die Sektion Judo der SV Dynamo Sonneberg für ihn die Einladung zu einem unverbindlichen, einmaligen Probetraining  beim SC Dynamo Hoppegarten. Dabei überzeugte er die Club-Trainer als fast 18-Jähriger von seinen Fähigkeiten. Als Dan-Träger erhielt er im Spätsommer 1973 die Chance zum SC Dynamo Hoppegarten nach Berlin zu wechseln. Damit verbunden war nach Abschluss der Berufsausbildung der Dienst als Sportsoldat beim Wachregiment Feliks Dzierzynski. 1975 besiegte er im Finalkampf um die DDR-Meisterschaft der Junioren Harald Heinke, der in diesem Jahr Europameister geworden war. Unter der Anleitung des Juniorentrainers Helmut Hempel und den sehr viel härteren Trainingsbedingungen im Sportclub dauerte es ungefähr noch ein Jahr, bis das Sonneberger Judo-Talent sich aus der Halbmittel-Gewichtsklasse verabschiedet hatte und sich als Nachfolger seines Trainingspartners Jochen Bech in der Mittel-Gewichtsklasse in die nationale Spitze vorkämpfte.

## Zeit als aktiver Weltklasse-Judoka in der Mittelgewichtsklasse
Im Olympiajahr 1976 gelang ihm endgültig der Durchbruch bei bedeutenden Wettkämpfen auf nationaler und internationaler Ebene. In diesem Jahr wurde er DDR-Juniorenmeister, Dritter bei den DDR-Seniorenmeisterschaften, Dritter der Europameisterschaften und nahm als Mitglied der DDR-Nationalmannschaft an den Olympischen Spielen in Montréal teil. 1977 gewann er mit der Mannschaft des SC Dynamo Hoppegarten den Europapokal. Als Mitglied der DDR-Auswahlmannschaft gewann er hinter Aleksandrs Jackēvičs bei den Judo-Europameisterschaften der Männer 1978 die Silber-Medaille. Detlef Ultsch dominierte die Mittelgewichtsklasse in der DDR nahezu unangefochten bis 1984 und wurde insgesamt sechsmal DDR-Meister. Ende der 1970er Jahre war unter der sportlichen Führung seines Trainers Dietmar Hötger aus dem Sonneberger Judo-Talent ein Berliner Weltklasse-Judoka geworden. Seine größten sportlichen Erfolge als Aktiver feierte er 1979 in Paris und 1983 in Moskau mit dem zweimaligen Sieg bei den Judo-Weltmeisterschaften im Mittelgewicht (bis 86 kg). Im WM-Finalkampf 1979 besiegte er Michel Sanchis und 1983 Fabien Canu. Die von Detlef Ultsch bevorzugt trainierte Spezialtechnik war der Seoi Nage mit Kawaishi-Eingang. Nachdem er sich bei der Olympiade 1980 in Moskau die Bronze-Medaille erkämpft hatte, konzentrierte er sein Training 1984 ganz auf die olympischen Judo-Wettkämpfe in Los Angeles. Dort wollte er als einer der Favoriten mit guten Chancen auf den Olympiasieg starten. Wegen des Boykotts der Sommerolympiade 1984 durch die DDR waren seine Vorbereitungen und Hoffnungen jedoch umsonst. Danach zog er sich vom internationalen Wettkampfsport zurück und begann in seinem Berliner Verein die Trainerlaufbahn. Nachfolger in seiner Gewichtsklasse auf nationaler Ebene wurde der neun Jahre jüngere, viermalige DDR-Meister Roland Borawski vom SC Leipzig. 1987 erhielt Detlef Ultsch den Vaterländischen Verdienstorden in Silber.

### Erfolge als aktiver Judoka in der Mittelgewichtsklasse
- 1976 – Europameisterschaftsdritter, DDR-Meisterschaftsdritter, DDR-Juniorenmeister
- 1977 – Europameisterschaftsdritter, DDR-Meister
- 1978 – Vize-Europameister, DDR-Meister
- 1979 – Weltmeister, Europameisterschaftsdritter, DDR-Meister
- 1980 – Olympiadritter, Europameisterschaftsdritter
- 1981 – Weltmeisterschaftsdritter, DDR-Meister
- 1982 – Europameisterschaftsdritter, DDR-Meister
- 1983 – Weltmeister, Europameisterschaftsdritter
- 1984 – DDR-Meister

## Hauptamtlicher Judotrainer
In den 1980er Jahren übernahm Detlef Ultsch, der auf Grund seiner sportlichen Erfolge als Sportsoldat beim SC Dynamo Hoppegarten zum Offizier befördert worden war, sukzessive Traineraufgaben im Nachwuchsbereich des Deutschen Judo-Verbandes der DDR. 1991 wurde er zusammen mit seinem Judo-Lehrmeister Dietmar Hötger in den Trainerstab des DJB übernommen und war bis Ende 2008 als hauptamtlicher Bundestrainer für die Junioren-Nationalmannschaft zuständig. 2009 trat Detlef Ultsch die Nachfolge von Frank Wieneke als Bundestrainer der Männer an.

### Erfolge als Bundestrainer
- 2009 – WM-Bronzemedaille (Ole Bischof)
- 2010 – WM-Silbermedaille (Andreas Tölzer); zwei EM-Bronzemedaillen (Benjamin Behrla, Andreas Tölzer)
- 2011 – WM-Silbermedaille (Andreas Tölzer); zwei EM-Bronzemedaillen (Ole Bischof, Team)
- 2012 – Olympia-Silbermedaille (Ole Bischof); zwei Olympia-Bronzemedaillen (Dimitri Peters, Andreas Tölzer); EM-Bronzemedaille (Christophe Lambert)
- 2013 – drei WM-Bronzemedaillen (Andreas Tölzer, Dimitri Peters, Team); EM-Bronzemedaille (Team)
- 2014 – zwei WM-Bronzemedaillen (Karl-Richard Frey, Team); drei EM-Bronzemedaillen (Sven Maresch, André Breitbarth, Team)
- 2015 – WM-Silbermedaille (Karl-Richard Frey); WM-Bronzemedaille (Dimitri Peters); EM-Bronzemedaille (Alexander Wieczerzak)

Nach seinem 61. Geburtstag übergab Detlef Ultsch das Amt des Nationaltrainers der Männer an Richard Trautmann, der von der DJB-Führung im November 2016 als sein Nachfolger benannt worden war. Detlef Ultsch übernahm 2017 als Trainer in Berlin die Judoausbildung der Bundespolizei.

## Sonstiges
Detlef Ultsch, dessen Ehefrau ebenfalls aus Sonneberg kommt, lebt in Berlin. Als Mitglied des SC Berlin (SCB) ist er dem Sportverein verbunden, der als Nachfolger des SC Dynamo Berlin die Judoka des SC Dynamo Hoppegarten aufnahm, mit dem er als Aktiver zu internationalen Erfolgen kam. Gemeinsam mit seinem Freund Jochen Bech betreute er die Bundesligamannschaft des SCB, die 1992 den Europacup gewann. Sein Sohn Christian, der dem DJB-Nationalkader angehörte und 2005 an den Judo-Weltmeisterschaften in Kairo teilnahm, kämpfte in der Judo-Bundesliga in der Gewichtsklasse -90 kg für den SCB. Seit September 2017 fördert Detlef Ultsch den Sonneberger Judoka Doménik Schönefeldt, der als Mitglied des DJB-Nachwuchses und der Junioren-Nationalmannschaft schon vorher international erfolgreich war.
Auf Anregung Detlef Ultschs gründeten der DJB und die Redaktion seines Fachorgans Judo Magazin den gemeinnützigen Hilfsverein „Judoka für Judoka e. V.“ (JfJ), der im Februar 2011 seine Arbeit aufnahm.